# 铁氰酸钐
铁氰酸钐是一种无机化合物，化学式为Sm[Fe(CN)6]，难溶于水。

## 制备
铁氰酸钐的水合物可以由碱金属的铁氰酸盐和钐盐的溶液反应得到。

## 配合物
铁氰酸钐可以形成Sm(DMA)2(H2O)4Fe(CN)6·5H2O等配合物。